# Remo olímpico
El remo olímpico se refiere al deporte de remo que se practica en banco móvil. El más alto órgano de gobierno a nivel internacional es la Federación Internacional de Sociedades de Remo (FISA, por sus siglas en francés), formada por 142 federaciones nacionales de remo. La FISA organiza el Campeonato Mundial de Remo, la máxima competición internacional del deporte de remo, que incluye 21 modalidades.
Aunque el remo fue incluido en el programa de los primeros Juegos Olímpicos de 1896, el evento tuvo que ser cancelado por el mal tiempo. Tuvo su debut en los siguientes JJ. OO. de 1900. El programa olímpico de remo incluye actualmente 14 modalidades.
Por su mayor velocidad, la prueba reina del remo olímpico y la que más se conoce por las más famosas regatas de remo, como pueden ser la regata Oxford-Cambridge o la Head of the River Race, es el ocho con timonel (8+).
La distancia olímpica es de 2000 m y se practica principalmente sobre aguas tranquilas como ríos, lagos, estanques, etc., aunque algunas regatas, como la mencionada Oxford-Cambridge, que se realiza con un recorrido de 6,8 km o las head of river, como la Head of the River, que se celebra sobre el mismo recorrido –aunque en sentido contrario–, pueden celebrarse sobre distancias más largas y en ríos con caudales más rápidos y/o sujetos a mareas.
En España, las regatas de remo olímpico más conocidas son la Sevilla-Betis y la Ingenieros-Deusto.

## Tipos de botes
Los tipos de embarcaciones de remo (botes) establecidos por la FISA se clasifican en couple (o scull) –en que cada remero usa dos remos de casi 3 m de largo cada uno– y en punta, (o de banda), donde cada remero coloca sus dos manos en la empuñadura de un remo de casi 4 m de largo.

## Modalidades

### Botes decouple
Hay tres tipos de botes de couple según el número de tripulantes que remen –no llevan timonel–.

#### Skiff(1x)
El skiff o single, es el bote individual. La longitud media de estos botes es de 8.2 m. Debe pesar como mínimo 14 kg.
Modalidades FISA:
- M1x: Skiff masculino.
- LM1x: Skiff ligero masculino (remeros con un peso máximo de 72.5 kg).
- W1x: Skiff femenino.
- LW1x: Skiff ligero femenino (remeras con un peso máximo de 59 kg).

#### Doble scull(2x)
El doble scull o doble, es un bote con dos tripulantes cada uno con dos remos. El peso mínimo de la embarcación permitido por la FISA es de 27 kg.
Modalidades FISA:
- M2x: Doble scull masculino.
- LM2x: Doble scull ligero masculino (peso medio de la tripulación hasta 70 kg, individualmente hasta 72.5 kg).
- W2x: Doble scull femenino.
- LW2x: Doble scull ligero femenino (peso medio de la tripulación hasta 57 kg, individualmente hasta 59 kg).

#### Cuatro scull(4x)
El cuatro scull o cuádruple, es el bote de couple de cuatro remeros. Es el bote olímpico en couple más largo y tiene un peso mínimo de 52 kg.

### Botes de punta
En los botes de punta, cada remero coloca sus dos manos en la empuñadura del remo, que es más larga que en los remos de couple, de forma que una mano (normalmente llamada exterior) queda en la punta del remo y la otra (interior) a unos 20-30 cm.
Cómo en este caso el remo va apoyado en una chumacera de babor o de estribor, hay dos clases de remeros en un bote en punta, los babores y los estribores. Normalmente van sentados alternativamente uno a cada banda, aunque se pueden dar otras configuraciones.

#### Dos sin timonel (2-)
El dos sin es el bote en punta de dos tripulantes, uno de babor y otro de estribor. El peso mínimo de la embarcación permitido es de 27 kg.

#### Dos con timonel (2+)
El dos con es igual que el dos sin salvo porque lleva un timonel, que normalmente va tumbado en la popa. El peso mínimo de la embarcación permitido es de 32 kg.

#### Cuatro sin timonel (4-)
El cuatro sin es el bote de punta de remeros, dos por cada banda, que normalmente se sientan alternativamente uno a cada banda aunque es posible otra colocación, como la llamada italiana, en la que los remeros de popa (marca) y proa (proa) comparten banda, ya sea babor o estribor. El peso mínimo de la embarcación permitido es de 50 kg.

#### Cuatro con timonel (4+)
Es igual que el cuatro pero lleva un timonel, normalmente tumbado en popa –aunque algunos botes están diseñadas para llevar el timonel en la proa– con las mismas características que en el 2+. El peso mínimo de la embarcación permitido es de 51 kg.

#### Ocho con timonel (8+)
El ocho con o simplemente ocho lleva ocho remeros, y siempre lleva timonel. El timonel suele ir en la popa aunque, al igual que con los botes cuatro con timonel (4+), algunos botes están diseñados para llevar el timonel en la proa. A esta modalidad se la suele considerar la prueba reina del remo por tener una mayor velocidad y espectacularidad que el resto.

## Federaciones nacionales de remo olímpico
- Australia: Rowing Australia
- Inglaterra y Gales: British Rowing
- España: Federación Española de Remo
- Estados Unidos: USRowing

## Regatas internacionales
- Regata Oxford-Cambridge
- Head of the River Race
- Real Regata de Henley

## Galería de imágenes

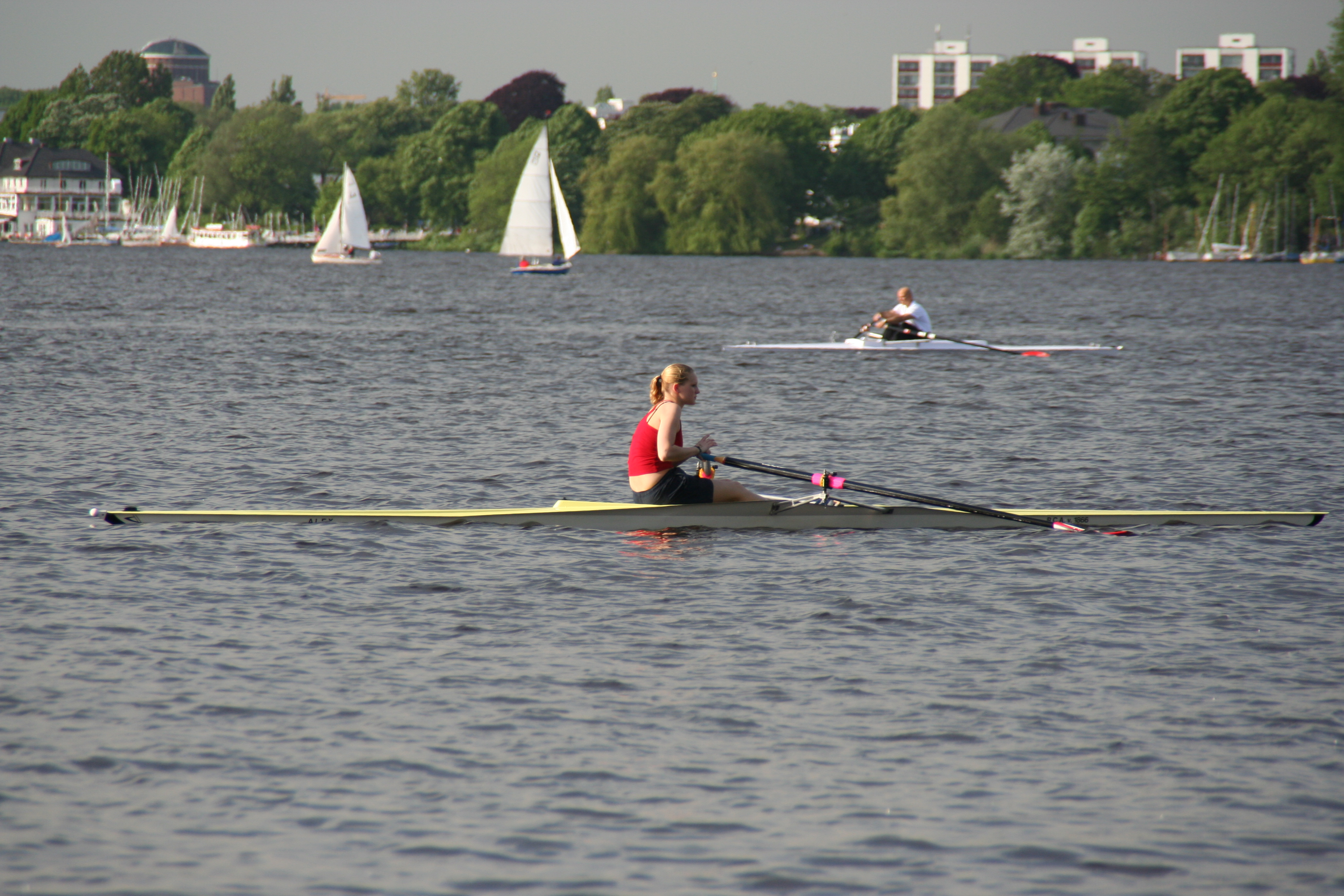
Skiff (1x)
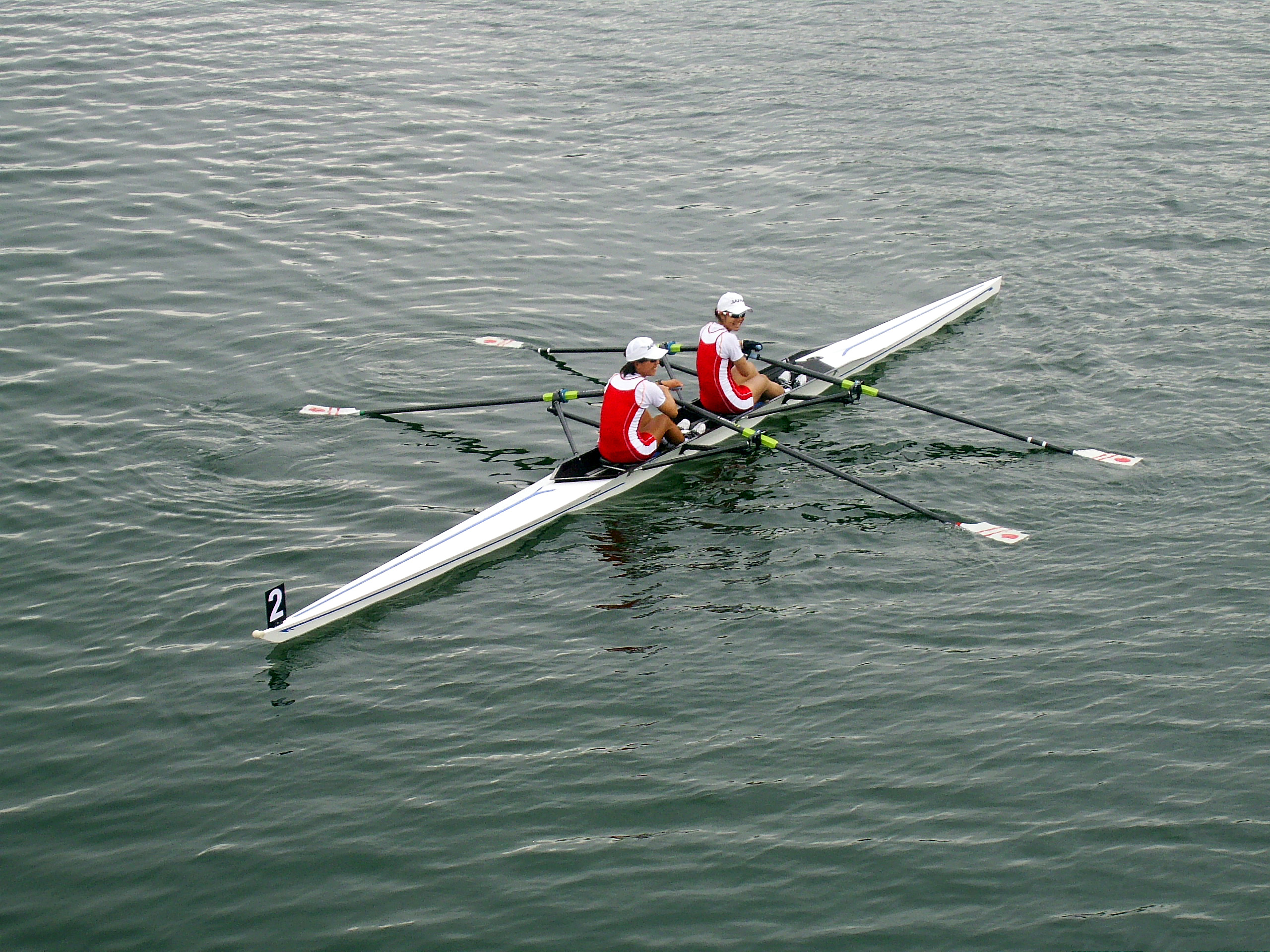
Doble scull ligero femenino (LW2x) del equipo de Japón en los Juegos de Asia Oriental en 2009
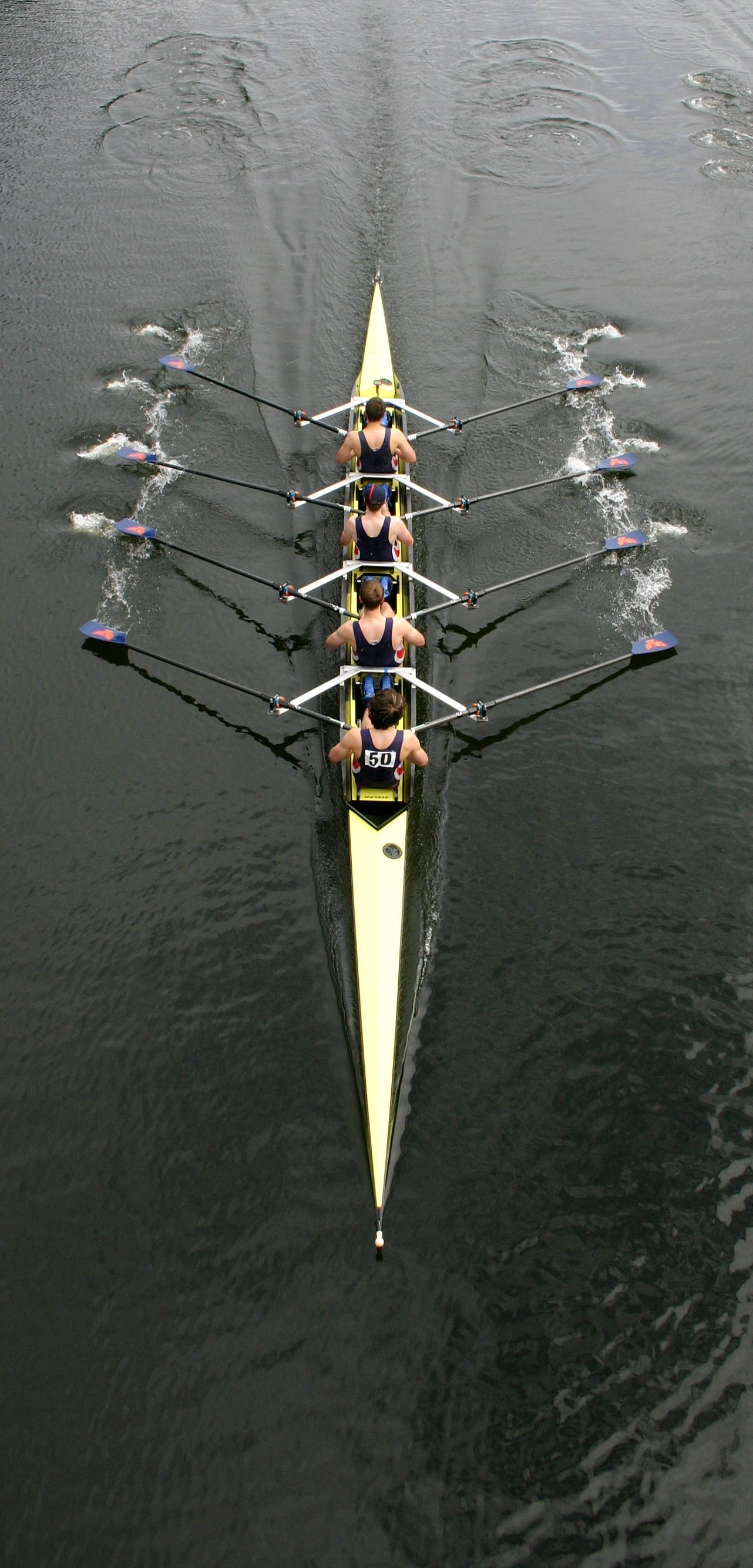
Cuatro scull (4x)
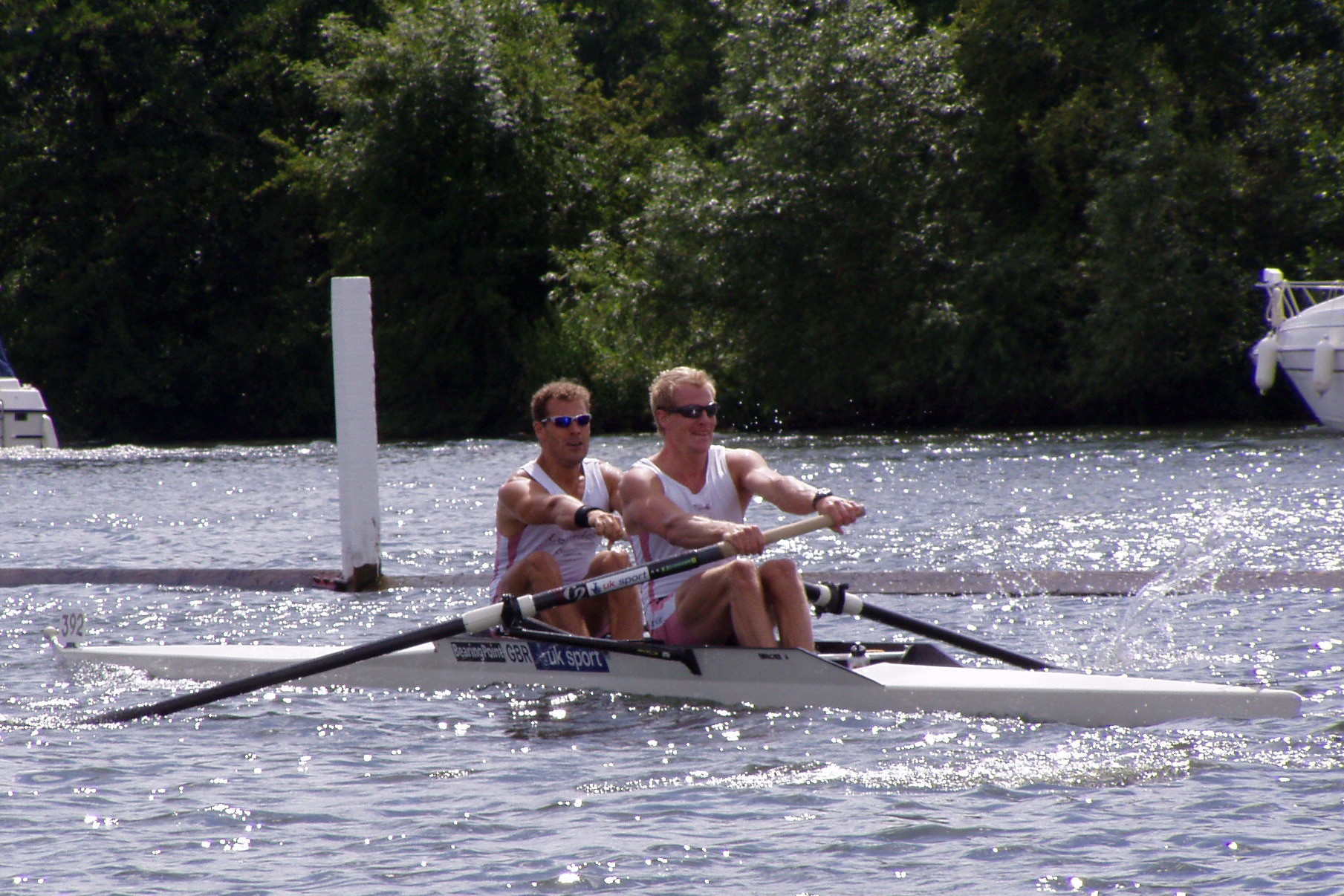
Dos sin timonel (2-) compitiendo en la Henley Royal Regatta de 2004
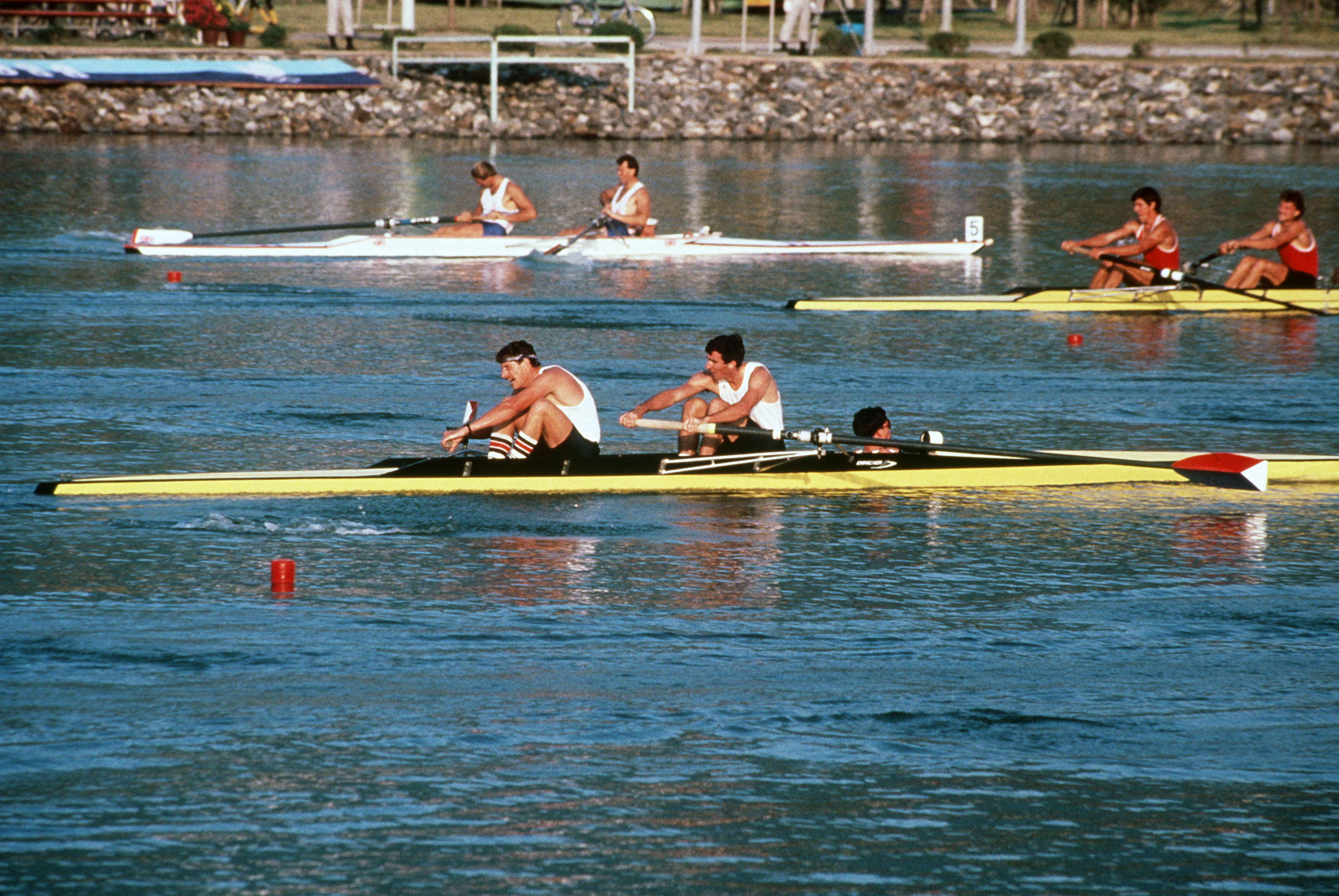
Dos con timonel (2+) del equipo olímpico estadounidense en los JJ. OO. de Seúl 1988
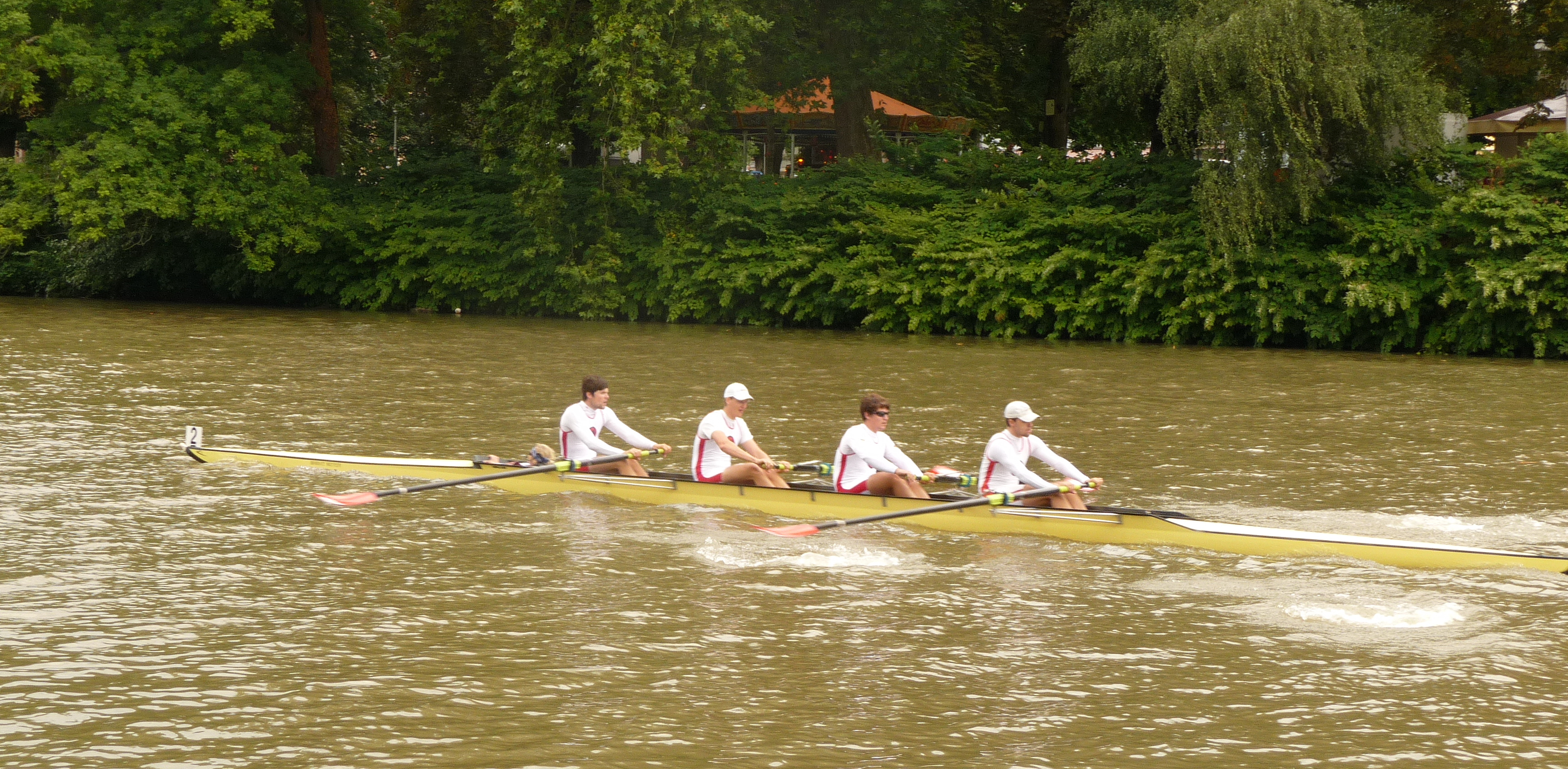
Cuatro con timonel (4+), con colocación italiana
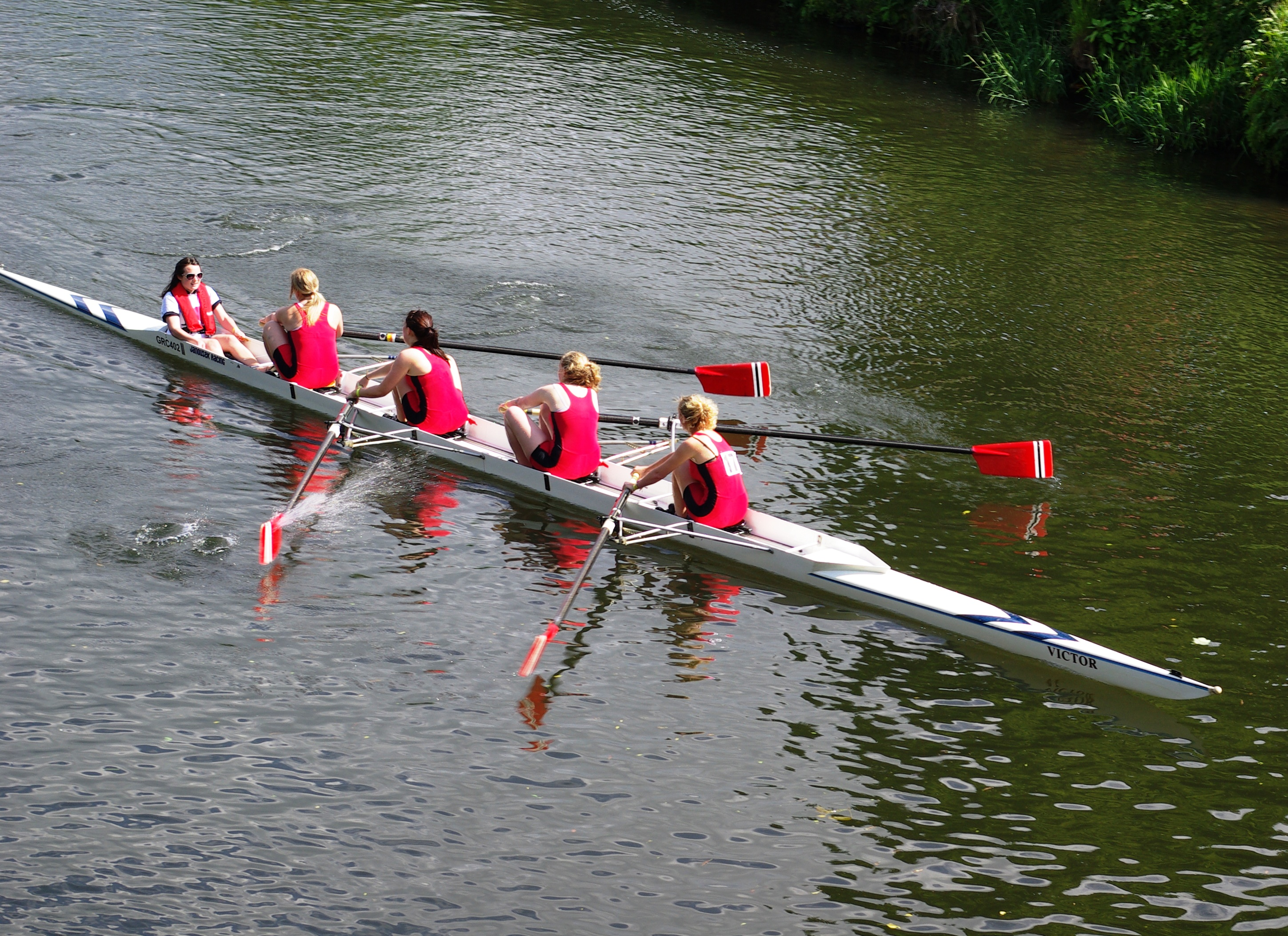
Cuatro con timonel (4+) - con timonel en la popa
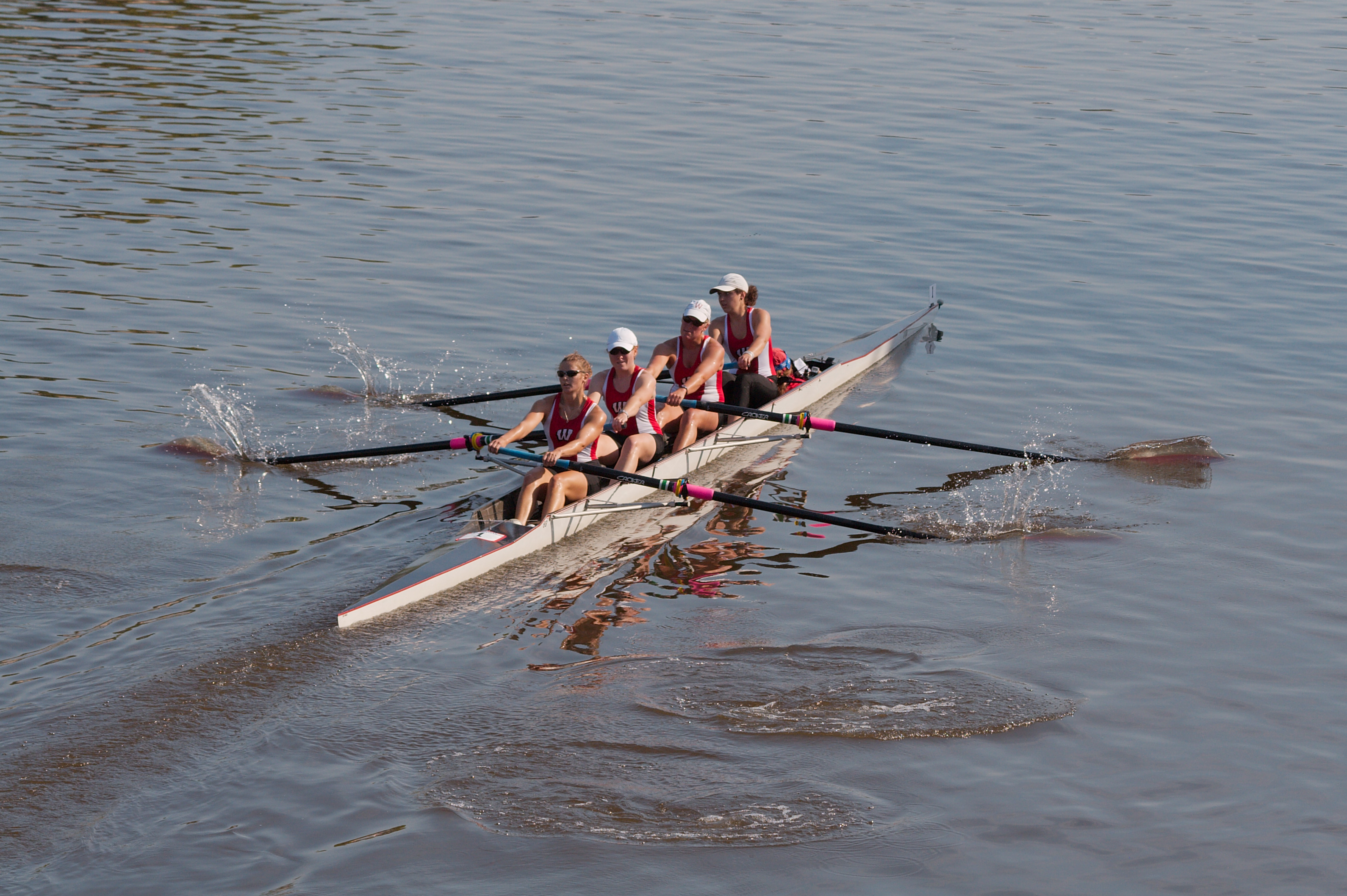
Cuatro con timonel (4+) - con timonel en la proa
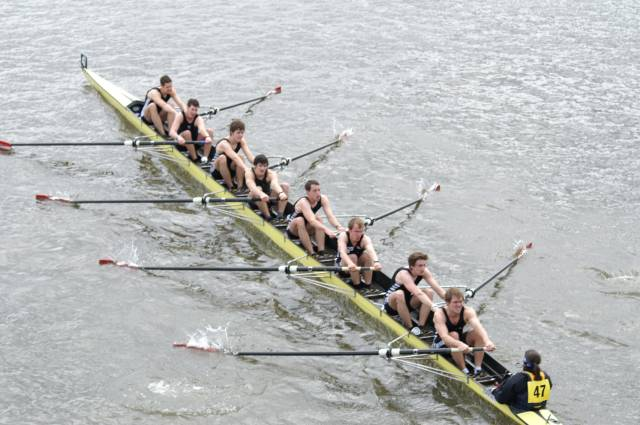
Un ocho (8+) compitiendo en la Head of the River Race de 2007

- Datos: Q48783553